# Glomeromycota

Glomeromycota este un grup al regnului Fungi. Acest grup este relativ recent, fiind clasificat în anul 2002. Cuprinde peste 160 specii, grupate în 10 genuri și 4 ordine.

## Anatomia și fiziologia
Aceste ciuperci sunt mici. Miceliile sunt de-obicei aseptate. Pereții hifelor conțin chitină, chitozan și acid poliglucuronic.

## Simbioza
Ciupercile din acest grup sunt cunoscute, datorită faptului că formează asociații micorizale arboricole cu plantele. Aceste ciuperci transferă apă și diferite substanțe anorganice, în special fosfați, către rădăcini, iar în schimb primește carbohidrați. Ele nu ar putea trăi fără această simbioză, deoarece nu sunt capabile să producă substante organice. La rândul lor, unele plante ar supraviețui foarte greu fără ajutorul acestor ciuperci. Între rădăcinile acestor ciuperci și rădăcinile copacilor un contact foarte apropiat. Deși această simbioză este în general una pozitivă, uneori ciupercile pot împiedica creșterea plantei.

## Taxonomia
- Archaeosporales;
- Glomerales;
- Paraglomerales;
- Diversisporales.